# Christian Ditlev Reventlow (1671–1738)
Christian Ditlev, hrabia Reventlow (ur. 21 lub 26 czerwca 1671 w Hadersleben, zm. 1 października 1738 w Tølløse na Zelandii) – duński dyplomata, polityk i żołnierz.

## Życiorys
Należał do starego i wpływowego duńskiego rodu arystokratycznego Reventlowów; był synem wielkiego kanclerza Danii  Conrada Reventlow. Karierę wojskową rozpoczął dowodząc kontyngentem duńskim podczas wojny o sukcesję hiszpańską w 1701. W składzie sił cesarskich księcia Eugeniusza Sabaudzkiego uczestniczył w bitwach pod Höchstädt, Cassano i Calcinato. Od 1709 objął naczelne dowództwo nad wojskami duńskimi w Skanii podczas wielkiej wojny północnej.
Spokrewniony z monarchą Danii Fryderykiem IV poprzez małżeństwo siostry przyrodniej. W 1713 został przez króla mianowany rządcą (overpræsident) Altony, której w 1664 przyznano prawa miejskie. Uchodzi za jednego z ojców miasta, mając istotne dokonania dla rozwoju tamtejszego handlu i realizowania rozległych przedsięwzięć budowlanych.
Odznaczony najwyższym odznaczeniem duńskim – Orderem Słonia (1707).